# مالمزبوری
longitudeمالمزبوریlatitudeمالمزبوری
مالمزبوری (به انگلیسی: Malmesbury) یک شهرک در بریتانیا است که در انگلستان واقع شده‌است.

## خصوصیات
مالمزبوری ۵٬۳۸۰ نفر جمعیت دارد.

## خواهرخوانده
شهرهای نیبول و Gien خواهرخوانده‌های مالمزبوری هستند.